# Kevin Rolland
Kevin Rolland (ur. 10 sierpnia 1989 w Bourg-Saint-Maurice) – francuski narciarz dowolny, specjalizujący się w half-pipie, brązowy medalista olimpijski i czterokrotny medalista mistrzostw świata.

## Kariera
Po raz pierwszy na arenie międzynarodowej pojawiła się 18 marca 2004 roku w La Plagne, gdzie w zawodach FIS Race zajął 16. miejsce w jeździe po muldach. W 2007 roku zdobył złoty medal w halfpipie podczas mistrzostw świata juniorów w Airolo. W Pucharze Świata zadebiutował 15 stycznia 2006 roku w Contamines, zajmując dziesiąte miejsce. Tym samym już w swoim debiucie zdobył pierwsze pucharowe punkty. Na podium zawodów tego cyklu po raz pierwszy stanął blisko dwa lata później, 13 stycznia 2008 roku w tej samej miejscowości, kończąc rywalizację w halfpipie na drugiej pozycji. Uplasował się tam między dwoma Kanadyjczykami: Matthew Haywardem i Justinem Doreyem. Najlepsze wyniki osiągnął w sezonie 2015/2016, kiedy to zajął drugie miejsce w klasyfikacji generalnej, a w klasyfikacji halfpipe’a zdobył Małą Kryształową Kulę. Ponadto w sezonach 2008/2009 i 2016/2017 także był najlepszy w klasyfikacji halfpipe’a, a w sezonie 2014/2015 był trzeci.
W 2009 roku zdobył złoty medal w halfpipie podczas mistrzostw świata w Inawashiro. Na rozgrywanych dwa lata później mistrzostwach świata w Deer Valley był drugi, wyprzedził go tylko Kanadyjczyk Micheal Riddle. W 2014 roku wystartował na igrzyskach olimpijskich w Soczi, zdobywając brązowy medal, za Davidem Wise’em z USA i Michealem Riddle’em. Na mistrzostwach świata w Sierra Nevada w 2017 roku zdobył brązowy medal, przegrywając tylko z Aaronem Blunckiem z USA i Riddle’em. Poza tym posiada także pięć medali Winter X-Games, dwa złote, dwa srebrne w Superpipe i brązowy w konkurencji superpipe High Air. W 2019 roku, mistrzostwach świata w Park City zdobył srebrny medal, ponownie przegrywając z Blunckiem.

## Osiągnięcia

### Igrzyska olimpijskie
| Miejsce | Dzień     | Rok  | Miejscowość | Konkurencja | Zwycięzca     |
| ------- | --------- | ---- | ----------- | ----------- | ------------- |
| 3.      | 18 lutego | 2014 | Soczi       | Halfpipe    | David Wise    |
| 11.     | 22 lutego | 2018 | Pjongczang  | Halfpipe    | David Wise    |
| 6.      | 19 lutego | 2022 | Pekin       | Halfpipe    | Nico Porteous |

### Mistrzostwa świata
| Miejsce | Dzień    | Rok  | Miejscowość   | Konkurencja | Zwycięzca      |
| ------- | -------- | ---- | ------------- | ----------- | -------------- |
| 1.      | 5 marca  | 2009 | Inawashiro    | Halfpipe    | -              |
| 2.      | 5 lutego | 2011 | Deer Valley   | Halfpipe    | Micheal Riddle |
| 7.      | 5 marca  | 2013 | Voss          | Halfpipe    | David Wise     |
| 3.      | 18 marca | 2017 | Sierra Nevada | Halfpipe    | Aaron Blunck   |
| 2.      | 9 lutego | 2019 | Park City     | Halfpipe    | Aaron Blunck   |
| 8.      | 12 marca | 2021 | Aspen         | Halfpipe    | Nico Porteous  |

### Puchar Świata

#### Miejsca w klasyfikacji generalnej
- sezon 2005/2006: 70.
- sezon 2006/2007: 115.
- sezon 2007/2008: 54.
- sezon 2008/2009: 6.
- sezon 2010/2011: 31.
- sezon 2012/2013: 51.
- sezon 2013/2014: 32.
- sezon 2014/2015: 15.
- sezon 2015/2016: 2.
- sezon 2016/2017: 11.
- sezon 2017/2018: 50.
- sezon 2018/2019: 185.

Od sezonu 2020/2021 klasyfikacja generalna została zastąpiona przez klasyfikację Park & Pipe (OPP), łączącą slopestyle, halfpipe oraz big air.
- sezon 2021/2022: 43.

#### Zwycięstwa w zawodach
1. Park City – 31 stycznia 2009 (halfpipe)
2. La Plagne – 19 marca 2009 (halfpipe)
3. La Plagne – 20 marca 2011 (halfpipe)
4. Cardrona – 23 sierpnia 2015 (halfpipe)
5. Tignes – 10 marca 2016 (halfpipe)
6. Copper Mountain – 17 grudnia 2016 (halfpipe)

#### Pozostałe miejsca na podium w zawodach
1. Les Contamines – 13 stycznia 2008 (halfpipe) – 2. miejsce
2. Les Contamines – 11 stycznia 2009 (halfpipe) – 3. miejsce
3. Park City – 2 lutego 2013 (halfpipe) – 3. miejsce
4. Copper Mountain – 20 grudnia 2013 (halfpipe) – 2. miejsce
5. Breckenridge – 12 stycznia 2014 (halfpipe) – 3. miejsce
6. Park City – 28 lutego 2015 (halfpipe) – 2. miejsce
7. Park City – 5 lutego 2016 (halfpipe) – 3. miejsce
8. Tignes – 6 marca 2017 (halfpipe) – 3. miejsce
9. Cardrona – 1 września 2017 (halfpipe) – 2. miejsce

- W sumie (6 zwycięstw, 4 drugie i 5 trzecich miejsc).